# مری جین رایمر
مری جین رایمر (انگلیسی: Mary Jean Reimer؛ زادهٔ ۲۲ مهٔ ۱۹۶۴) مشاور و مأمور بیمه، وکیل و بازیگر اهل هنگ کنگ است.
او از پدری آمریکای و مادری ویتنامی در ویتنام زاده شد و در سال ۱۹۶۵ میلادی (در سن یک سالگی) به‌همراه والدینش به هنگ کنگ آمد و بعدها در دانشگاه هنگ کنگ درس خواند. وی در تعدادی از فیلم‌های فانتزی ووشیا هنرنمایی کرده‌است. در سال ۲۰۱۴ میلادی او به‌دلیل ابتلا به بیماری کم‌کاری تیروئید از هنرپیشگی کناره‌گیری کرد.